# Mai 1875

## Événements

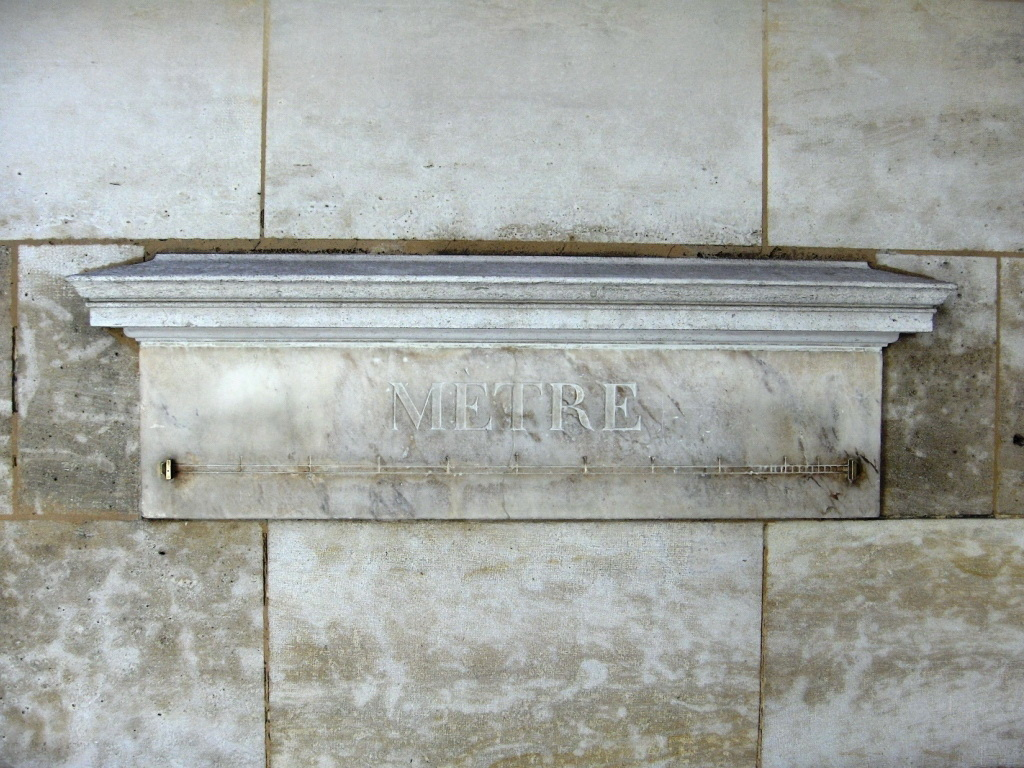
1 Mètre étalon par Chalgrin, XVIIIe siècle (36, rue de Vaugirard, 6e arrondissement de Paris, près du Palais du Luxembourg).

- 7 mai : traité de Saint-Pétersbourg. Accord Japon-Russie sur l'île Sakhaline russe et les Kouriles. Le Japon renonce à revendiquer le sud de Sakhaline en échange de la totalité des îles Kouriles.

- 8 mai : en Grèce, l’assemblée impose au roi un régime parlementaire. Charilaos Trikoupis est nommé Premier ministre.

- 11 mai : Philip Carteret Hill devient Premier ministre de Nouvelle-Écosse.

- 16 mai : tremblement de terre au Venezuela et en Colombie. Il fait 16 000 victimes[1].

- 20 mai : signature de la Convention du Mètre par 17 États à Paris. Ce traité international décide de la construction d'un nouveau prototype du mètre. Le célèbre mètre étalon en platine iridié est déposé au Bureau international des poids et mesures (BIPM) dans l'enceinte de Pavillon de Breteuil à Sèvres (Hauts-de-Seine), dans un domaine soumis aux loi d’exterritorialité.

- 27 mai : congrès de Gotha en Allemagne. Création par August Bebel et Wilhelm Liebknecht de l’Union socialiste des travailleurs, fusion de l’Association fédérale des travailleurs allemands de Ferdinand Lassalle et du parti ouvrier social-démocrate (marxiste), qui deviendra plus tard le SPD.

- 31 mai : le Reichstag de Prusse décide d’expulser les congrégations. Les biens des ecclésiastiques sont confisqués, et le comte-évêque de Breslau, Heinrich Förster, est démis de ses fonctions. Ces mesures contre l’Église catholique font suite à l’encyclique du pape Pie IX Quod numquam (février) qui condamnait le Kulturkampf entamé en 1872.

## Naissances
- 9 mai :
  - Gregoria de Jesús, femme politique philippine indépendantiste, vice-présidente († 15 mars 1943).
  - Rūdolfs Pērle , peintre russe.

## Décès
- 31 mai : Alphonse-Louis Constant, dit Éliphas Lévi, occultiste français.